# Huangpu Jiang

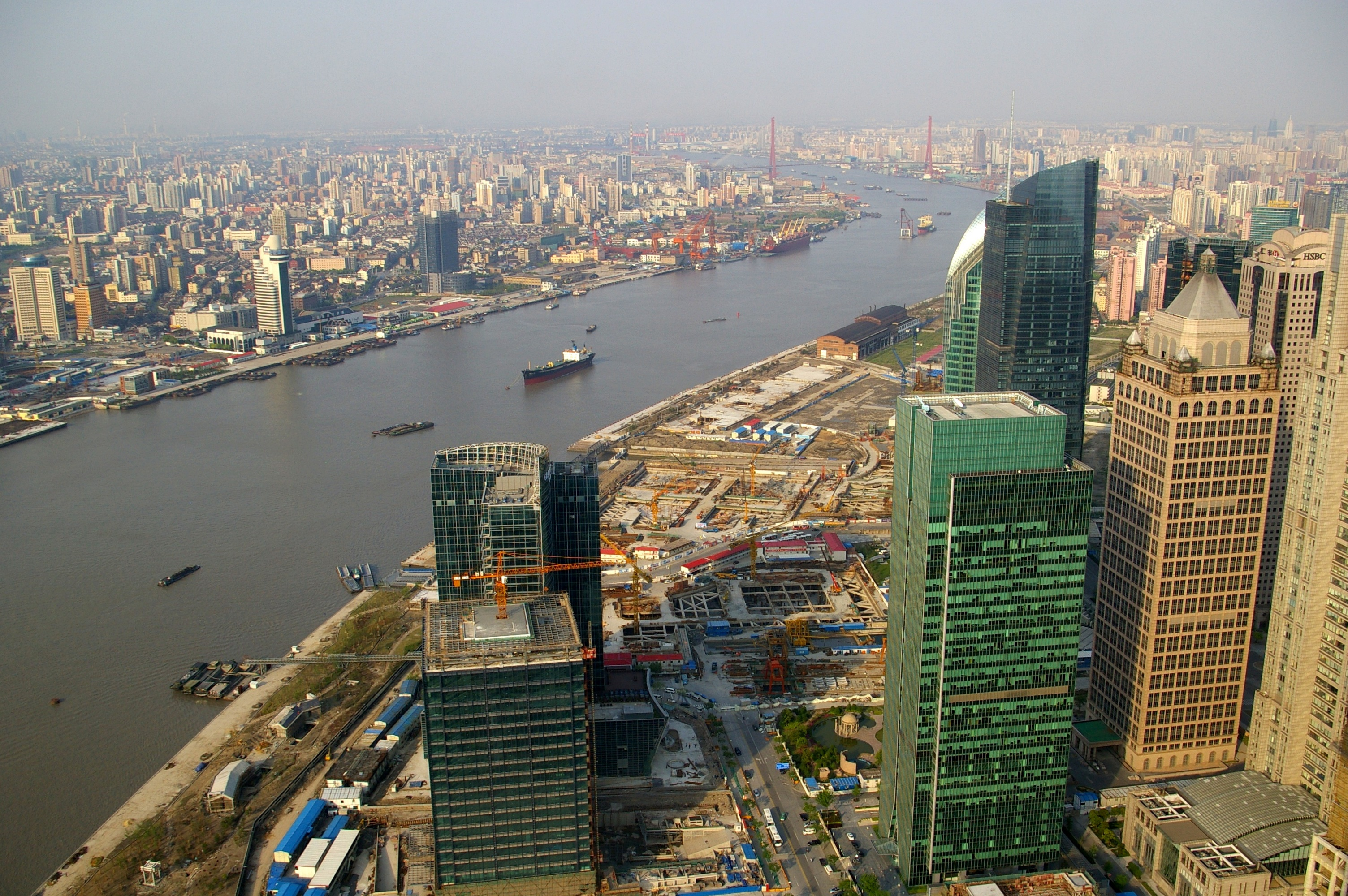
De Huangpu Jiang in Shanghai

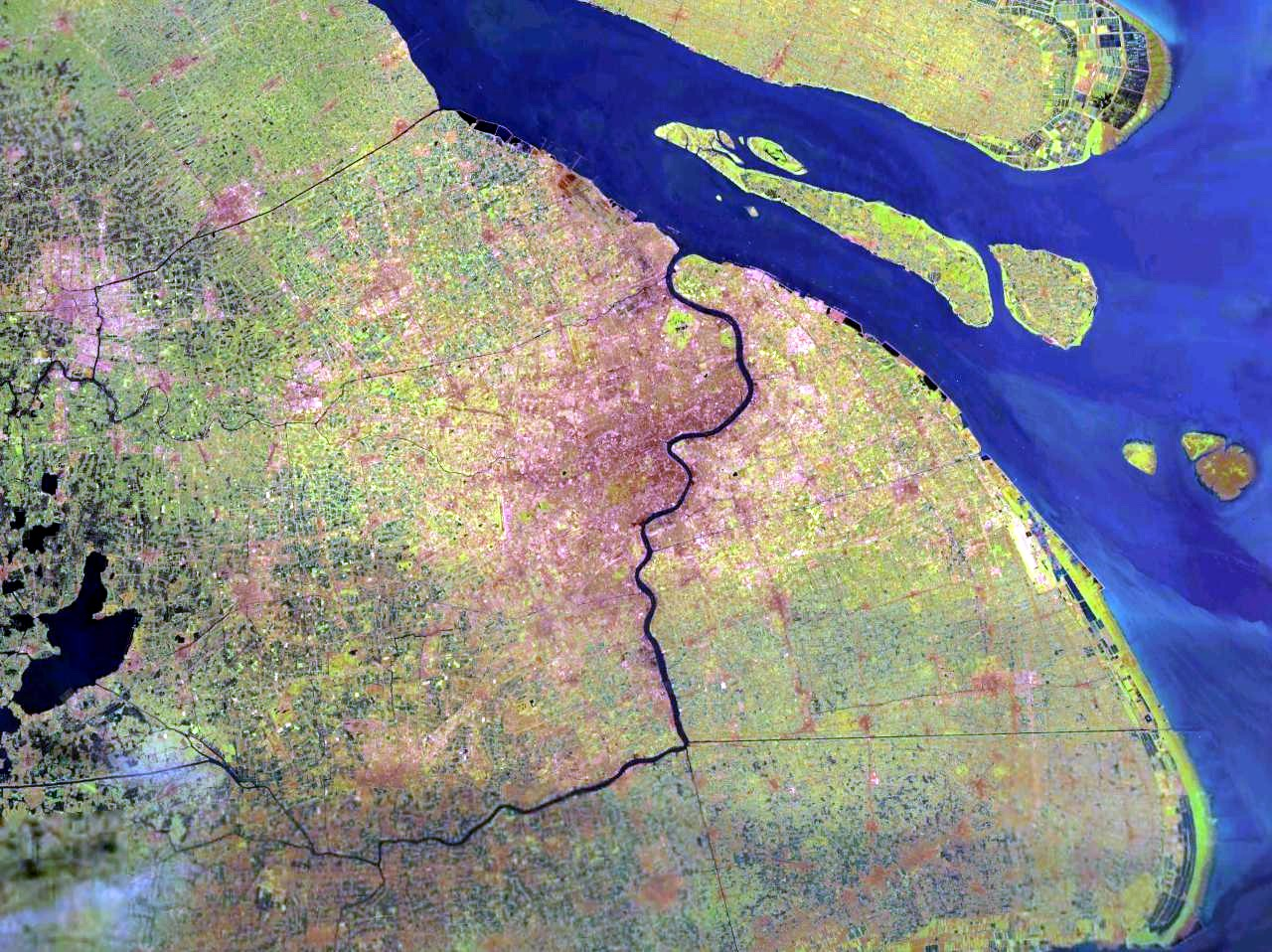
NASA World Wind beelden van de Huangpu Jiang doorheen Shanghai

De Huangpu Jiang (Vereenvoudigd Chinees: 黄浦江, Traditioneel Chinees: 黃浦江, pinyin: Huángpǔ Jiāng, Standaardkantonees: Huang-p'u Chiang, letterlijk: Gele bank rivier) is een 97 km lange rivier in China die door het stadscentrum van Shanghai stroomt. Het is de laatste grote zijrivier van de Yangtze alvorens deze laatste uitmondt in de Oost-Chinese Zee.
De oorsprong van de rivier is de uitstroom van het Dianshanmeer. De belangrijkste zijrivier van de Huangpu Jiang is de Suzhou die in het centrum van Shanghai in de Huangpu Jiang uitmondt.
De rivier is bij Shanghai gemiddeld 400 meter breed en 9 meter diep. De rivier is de voornaamste leverancier van drinkwater voor de stadsprovincie. De rivier vormt ook de natuurlijke scheiding tussen de westelijke districten die samen de binnenstad vormen, veelal aangeduid met Puxi ('Westelijke oever') en het oostelijk Pudong ('Oostelijke oever') district van de stad. Het historische en toeristische Bund gebied in de stad ligt ook grotendeels aan de linkeroever van de rivier.
De bruggen over de rivier in Shanghai behoren tot de gekende en geprezen meesterwerken van moderne bouwkunde en hadden of hebben enige recordafmetingen, van noord tot zuid gaat het over de Yangpubrug, de Nanpubrug (oudste in het stadsncentrum), de Lupubrug en de Xupubrug. In het zuiden van de stad werd de Minpubrug in 2010 toegevoegd voor een betere zuidelijke ontsluiting van de Luchthaven Shanghai Pudong via de A15 snelweg. Verder zuidelijk en stroomopwaarts was de Songpubrug (een spoorbrug uit 1975 en een snelwegbrug uit 1976) de eerste brug in de omgeving van Shanghai over de rivier.
Daarnaast zijn er meerdere autotunnels onder de rivier, en ondertunnelen meerdere lijnen van de metro van Shanghai de rivier, ook hier van noord naar zuid, de lijnen 12, 4 (noorden van lus), 2, 9, 4 (zuiden van lus), 8, 13, 11 en 5.
Stroomopwaarts is ook de stad Jiaxing aan de Huangpu Jiang gelegen.
- Library of Congress Control Number: sh2007009804
- National Archives and Records Administration: 10038782
- Nationale Bibliotheek van Israël: 987007552054305171
- Virtual International Authority File: 315164224